# Charlotte Brontë

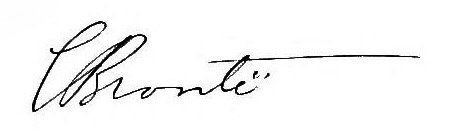

Charlotte Brontë (Thornton, 21 aprile 1816 – Haworth, 31 marzo 1855) è stata una scrittrice britannica dell'età vittoriana, la maggiore delle tre sorelle Brontë, nota soprattutto per il suo romanzo Jane Eyre.

## Biografia
Charlotte Brontë nasce a Thornton, nello Yorkshire, Inghilterra, il 21 aprile 1816. Il padre è il curato Patrick Brontë, un pastore protestante di origine irlandese autodidatta, che era riuscito ad accedere alla prestigiosa Università di Cambridge. La madre, Maria Branwell (1783-1821), proviene da una famiglia benestante di Penzance, in Cornovaglia, trasferitasi, dopo una serie di dissesti famigliari, nello Yorkshire per insegnare in una scuola religiosa, dove conoscerà il futuro marito.
Il reverendo nutre una grande passione per la letteratura ed è già autore di diversi poemetti a carattere religioso e politico. Charlotte, chiamata così in onore della sorella minore della madre, è la terza di sei figli: prima di lei erano nate Maria (23 aprile 1814 - 6 maggio 1825) ed Elizabeth (8 febbraio 1815 - 15 giugno 1825); seguiranno Patrick Branwell (26 giugno 1817 - 24 settembre 1848), Emily (30 luglio 1818 - 19 dicembre 1848) e Anne (17 gennaio 1820 - 28 maggio 1849).
Nel 1820 la famiglia si trasferisce a Haworth, vicino a Keighley, nello Yorkshire, in una modesta proprietà parrocchiale immersa nella brughiera, dove il padre Patrick ha ottenuto la nomina a curato perpetuo della locale parrocchia. La madre, già fisicamente provata dalla nascita di sei figli in sette anni, muore a trentotto anni nel settembre del 1821, per un cancro ovarico o, secondo alcuni autori, per l’aggravarsi di una setticemia insorta dopo la nascita dell’ultima figlia, Anne. I bambini saranno accuditi dalla zia materna, Elizabeth Branwell, e dalla fedele governante, Tabitha "Tabby" Aykroyd.
Nel 1824 Charlotte, assieme alle due sorelle maggiori, Maria ed Elizabeth, e alla sorella minore Emily, viene iscritta alla Clergy Daughter's School di Cowan Bridge, nel Lancashire, una scuola per figlie di ecclesiastici. Le condizioni spaventose dell'istituto (vitto insufficiente, condizioni igieniche inadeguate) causeranno nel 1825 la morte prematura delle due sorelle maggiori di appena 11 e 10 anni e rovineranno per sempre la salute di Charlotte ed Emily.
L'esperienza vissuta a Cowan Bridge sarà rievocata anni dopo nel celeberrimo romanzo Jane Eyre: tutti i lettori vittoriani del romanzo non mancheranno di riconoscere sotto le spoglie della Lowood School, dove viene spedita Jane, il famigerato istituto di Cowan Bridge. Tra il 1826 e il 1829 incomincia la prima attività letteraria insieme con le sorelle Emily e Anne e il fratello Branwell, al quale il Reverendo aveva donato una scatola di soldatini: i bambini creano delle avventure fantastiche attorno a quelle figurine, che vengono trascritte da loro stessi su minuscoli pezzetti di carta che, minuziosamente cuciti a mano, formano dei piccoli libri non più grandi di un francobollo. Charlotte e il fratello creano la Glass Town Saga, mentre Emily e Anne inventano la Gondal Saga.
Nel 1831 Charlotte viene iscritta alla scuola di Miss Wooler di Roe Head, dove incontra la sua amica di lettere Ellen Nussey e ottiene ottimi risultati; qui riceve un posto come insegnante nel 1835, ma prima torna a casa nel 1832, dove contribuisce alla stesura di altri capitoli del gioco letterario incominciato con le sorelle e il fratello: porterà avanti questa attività fino all'età di ventitré anni. In seguito, per alcuni anni, Charlotte svolgerà la professione di istitutrice presso alcune famiglie benestanti senza mai trovare una posizione soddisfacente. In una lettera indirizzata alla sorella Emily e datata 1839 Charlotte annota che «un'istitutrice privata non ha un'esistenza», tematica che sarà da lei ampiamente ripresa e sviluppata nelle opere letterarie.
Nel 1842, insieme con la sorella minore Emily, si reca a Bruxelles per studiare il francese. Proprio a Bruxelles, studentessa nel Pensionnat Héger, Charlotte si innamora del suo professore, Constantin Héger, figura tuttora rispettata e ammirata in Belgio, ma tale sentimento non è corrisposto da Héger, oltretutto già sposato. La delusione è profonda e mai completamente sopita. 
Tornata in Inghilterra, nel 1844 comincia a cullare il progetto di scrivere, insieme con le sorelle, alcuni romanzi. Ciò è facilitato anche dall’inaspettata eredità di circa 900 sterline ricevuta dalla zia materna, Elizabeth Branwell, deceduta nel 1842.
Nel 1847 tutte e tre le sorelle pubblicano i propri: Charlotte propone dapprima Il professore, che viene rifiutato, poi Jane Eyre, subito accettato e dato alle stampe con lo pseudonimo di Currer Bell. Seguirà la pubblicazione di altri romanzi: Shirley (ambientato all'epoca del luddismo) e Villette (analogo, quanto a contenuto, a Il professore, ma forse con accenni autobiografici). Nel 1848 assiste prima il fratello Branwell, che morirà il 24 settembre, e successivamente la sorella Emily, che si spegnerà il 19 dicembre. Anche la sorella minore Anne si ammala e, quindi, assiste anch’ella fino alla dipartita, che avverrà il 28 maggio 1849 nella città marittima di Scarborough dove la stessa verrà sepolta.
Nel giugno 1854, dopo tensioni con il padre, Charlotte sposa il reverendo Nicholls, coadiutore della parrocchia, pur avendo già rifiutato due volte una sua proposta di matrimonio. Charlotte muore a Haworth il 31 marzo 1855, incinta del primo figlio. La causa della morte venne all'epoca attribuita alla tisi (o consunzione, termine obsoleto che poteva indicare una serie di patologie, e quindi non sempre sinonimo di tubercolosi). Ad oggi si ritiene che Charlotte sia morta di iperemesi gravidica, una complicazione della gravidanza che causa vomito, disidratazione e perdita di peso. Il reverendo Brontë morirà nel 1861 e il reverendo Nicholls nel 1906.

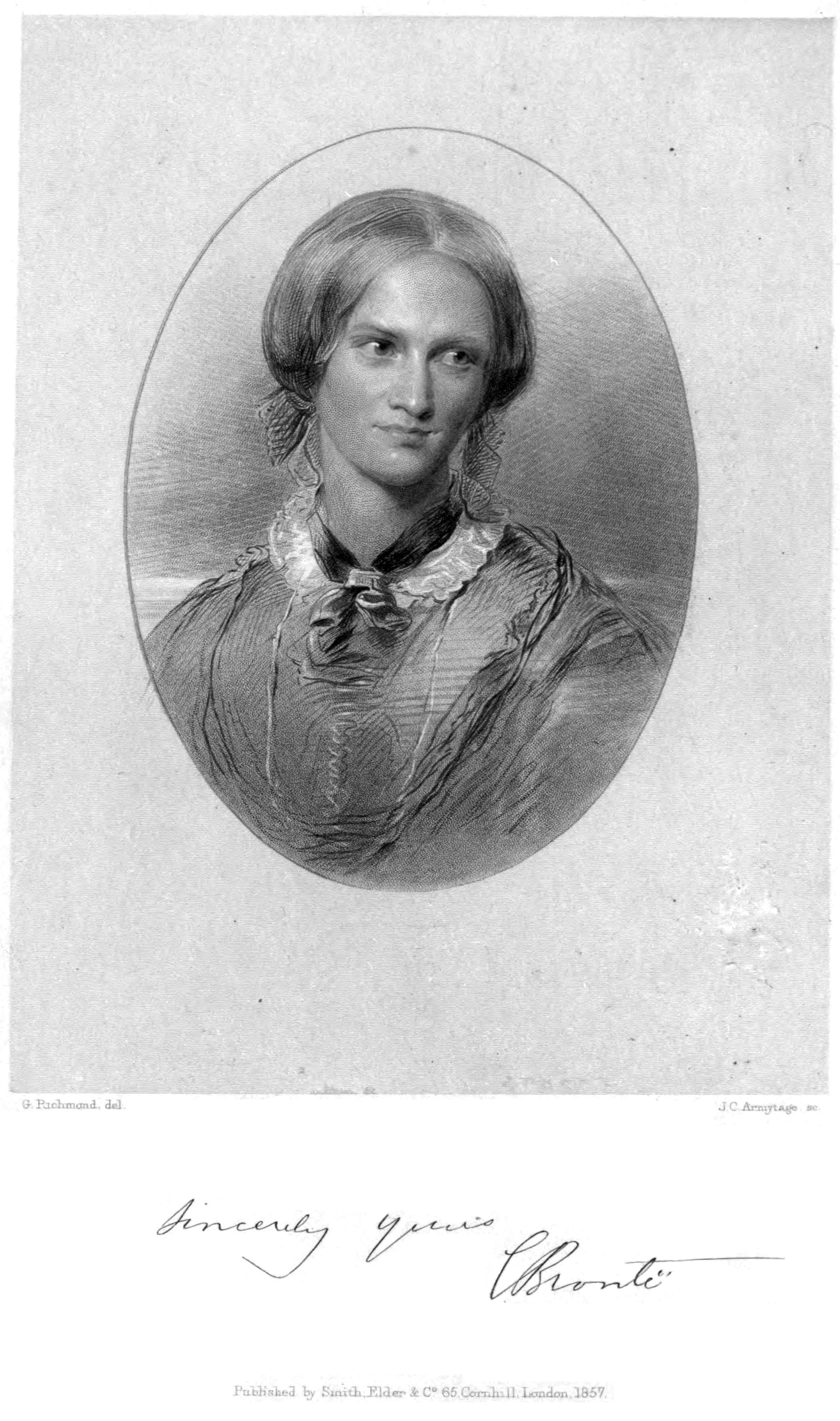
Charlotte Bronte nel 1850 ritratta a carboncino dal pittore George Richmond

## Opere
Nel maggio 1846 Charlotte, Emily e Anne pubblicarono una raccolta di poesie rispettivamente sotto gli pseudonimi di Currer, Ellis e Acton Bell: vendettero solo due copie. Malgrado lo scarso interesse suscitato le tre sorelle decisero di continuare nella loro produzione e dettero inizio ai loro primi romanzi. Charlotte continuò a usare lo pseudonimo di Currer Bell alla pubblicazione dei suoi primi due romanzi: ci fu molta controversia su chi realmente Currer Bell fosse e se si trattasse di un uomo o una donna.

### Romanzi
- Jane Eyre (1847)
- Shirley (1849)
- Villette (1853)

### Opere postume
- The Professor (1857)
- Emma (1853)

Charlotte scrisse solo i primi due capitoli di Emma, per un totale di venti pagine. Due autrici hanno scritto la loro versione di Emma, continuando il testo della Brontë: Constance Savery, la cui versione è nota come Emma, scritta da Charlotte Brontë and Another Lady e pubblicata nel 1980, e Clare Boylan, la cui versione è stata pubblicata nel 2003 col titolo Emma Brown.

## Traduzioni
- Charlotte Brontë, Jane Eyre, trad. di Alessandro Gallenzi, Milano, Frassinelli, 1997.
- Emily, Charlotte e Anne Brontë, Poesie, a cura e per la traduzione di Erminia Passannanti, Ripostes, 1989. Volume antologico.
- Charlotte Bronte, Shirley traduzione di Fedora Dei, introduzione di Nadia Fusini, Oscar Mondadori, 1995
- Charlotte, Emily, Anne Brontë, Un così forte desiderio di ali, traduzione di Franca Gollini, Tufani, Ferrara, 1997. Selezione di carteggio epistole tra le sorelle Brontë.
- Emily, Charlotte e Anne Brontë, Lettere Inedite, a cura e per la traduzione di Erminia Passannanti, Ripostes, 2000. Volume antologico.
- Anne, Charlotte, Emily Brontë, Poesie, a cura di Silvio Raffo, Milano, Arnoldo Mondadori Editore, 2004.
- Charlotte Bronte, L'angelo della tempesta (Villette), a cura e per la traduzione di Lucio Angelini, Frassinelli Editore, 1997.
- Charlotte Brontë, All'Hotel Stancliffe e altri racconti giovanili, a cura e traduzione di Maddalena De Leo, Ripostes, 2004
- Charlotte Brontë, Henry Hastings, a cura e traduzione di Maddalena De Leo, Albus edizioni, 2009
- Charlotte Brontë, Il segreto, a cura e traduzione di Maddalena De Leo, Albus edizioni, 2012
- Charlotte Bronte, Storie di geni e di fate, a cura e traduzione di Maddalena De Leo L'Argolibro, 2016
- Charlotte e Emily Brontë, I componimenti di Bruxelles, traduzione e cura di Maddalena De Leo, Ripostes 2016
- Charlotte Brontë, La storia di Willie Ellin, flower-ed, 2016
- Charlotte Brontë, Emma, flower-ed, 2016
- Charlotte Brontë, Ma la vita è una battaglia, traduzione e cura di Laura Ganzetti, L'orma, 2016
- Charlotte Brontë, Ashworth, flower-ed, 2017
- Charlotte Brontë, I Moore, flower-ed, 2017
- Charlotte Brontë, Juvenilia, traduzione e cura di Maddalena De Leo, Robin La Biblioteca del vascello, 2017
- Alessandranna D'Auria, Charlotte Brontë. Il diario di Roe Head. 1831-1838, flower-ed, 2018